# Hoh Xil Shan
Hoh Xil Shan (kinesiska: 可可西里山) är en bergskedja i Kina. Den ligger i den västra delen av landet, 2 300 km väster om huvudstaden Peking.